# FK Novossibirsk
Maillots
Actualités
Le Futbolny klub Novossibirsk (en russe : Футбольный клуб «Новосибирск»), plus couramment abrégé FK Novossibirsk , est un club de football russe basé à Novossibirsk et fondé en 2019. 
Il évolue en troisième division russe depuis la saison 2019-2020.

## Histoire
Le FK Novossibirsk est fondé le 10 juin 2019 sur décision du gouvernment de l'oblast de Novossibirsk. il fait directement suite à la disparition du Sibir Novossibirsk dans la foulée de sa descente en troisième division. Son premier entraîneur est Igor Tchougaïnov, qui a dirigé le Sibir la saison précédente. Après avoir obtenu sa licence professionnelle pour évoluer au troisième échelon, le club présente un budget d'environ 250 millions de roubles.
Pour ses débuts, le club termine troisième de la zone Est de la troisième division, à douze points de la promotion, tandis que la saison est interrompue de manière anticipée du fait de la pandémie de Covid-19, n'ayant joué que douze matchs sur les vingt prévus.
En parallèle, la direction du club lance en janvier 2020 un sondage parmi les habitants de l'oblast de Novossibirsk quant à un éventuel changement de nom du club, donnant la possibilité entre la conservation de l'appellation en usage ou le renommage en Tchkalovets, qui a été le nom du Sibir durant les années 1970 à 1990. Le sondage, qui voit en tout 161 avis être exprimés, voit une large majorité en faveur d'un changement de nom, avec 127 votes pour cette option (environ 79% des votes) contre 34 pour un maintien en l'état. Cette consultation n'amène cependant aucun changement particulier.
Lors des années qui suivent, le FK Novossibirsk se maintient au troisième échelon, terminant aux alentours du haut-milieu de classement entre 2020 et 2023. Après la réforme de la troisième division à l'aube de l'exercice 2023-2024, il est intégré au sein du nouveau groupe Argent.
En juillet 2023, en marge du contentieux grandissant entre la direction du club et ses supporters portant notamment sur les résultats de celui-ci, mais également son appellation, qui n'a jamais été acceptée par ces derniers, une nouvelle consultation, similaire à celle de 2020, est annoncée pour le mois de novembre suivant. En cas d'approbation d'un changement de nom, le processus légale pour le renommage serait lancé en janvier 2024 dans la perspective de la saison 2024-2025.

## Bilan par saison
| Saison    | Championnat | Championnat | Championnat | Championnat | Championnat | Championnat | Championnat | Championnat | Championnat | Championnat | Coupe de Russie |
| Saison    | Division    | Pos         | Pts         | J           | V           | N           | D           | BP          | BC          | Diff        | Coupe de Russie |
| --------- | ----------- | ----------- | ----------- | ----------- | ----------- | ----------- | ----------- | ----------- | ----------- | ----------- | --------------- |
| 2019-2020 | 3e Est      | 3e          | 16          | 12          | 5           | 2           | 5           | 16          | 16          | 0           | 128es de finale |
| 2020-2021 | 3e Groupe 4 | 5e          | 58          | 28          | 17          | 7           | 4           | 53          | 25          | +28         | 64es de finale  |
| 2021-2022 | 3e Groupe 4 | 6e          | 50          | 28          | 15          | 5           | 8           | 40          | 24          | +16         | 256es de finale |
| 2022-2023 | 3e Groupe 4 | 5e          | 34          | 27          | 7           | 13          | 7           | 29          | 33          | -4          | 128es de finale |
| 2023-2024 | 3e Argent   | 1er         | 35          | 18          | 10          | 5           | 3           | 22          | 13          | +9          | 128es de finale |
| 2023-2024 | 3e Or       | en cours    | en cours    | en cours    | en cours    | en cours    | en cours    | en cours    | en cours    | en cours    | 128es de finale |

Légende
- Promotion en division supérieure
- Relégation en division inférieure

## Entraîneurs
La liste suivante présente les différents entraîneurs du club.
- Igor Tchougaïnov (juin 2019-décembre 2019)
- Sergueï Kirssanov (janvier 2020-juin 2021)
- Pavel Moguilevski (en) (juin 2021-juin 2022)
- Alekseï Poddoubski (juin 2022-septembre 2022)
- Aleksandr Ierokhine (intérim) (septembre 2021-novembre 2022)
- Denis Boïarintsev (novembre 2022-mai 2023)
- Mikhaïl Belov (intérim) (mai 2023-juin 2023)
- Mikhaïl Salnikov (juin 2023)
- Alekseï Medvedev (depuis juin 2023)